# Frank De Felitta
Frank De Felitta (New York, 3 agosto 1921 – 29 marzo 2016) è stato uno scrittore e regista statunitense specialmente di stile horror-thriller.

## Biografia
Figlio di un pittore emigrante italiano del 1903, Pasquale Autori, e di Jenny De Felitta, racconterà poi la tumultuosa vita del padre nell'ultimo suo libro "L'Opera italiano". In gioventù, prestò servizio militare nell'aeronautica statunitense in Europa, durante la seconda guerra mondiale. Nel 1945 poi, tornò a New York, sua città natale, dove trovò lavoro nella redazione di programmi radiofonici, quale, ad esempio, "The Whistler", una serie thriller all'epoca molto popolare.
Si distinse quindi come buon scrittore di documentari, anche televisivi, tanto da vincere la nomination al Premio Emmy nel 1963 e numerose nomination a vari premi letterari. Nel 1962, fece la sua esperienza di regista per un episodio della serie televisiva TV americana Dupont show della settimana. Agli inizi degli anni settanta scrisse, insieme a Max Ehrlich, le sceneggiature di alcuni film TV. Il suo primo romanzo invece, fu Oktoberfest, del 1973, immediatamente seguito dal bestseller Audrey Rose, una storia horror sulla reincarnazione, della quale curerà il soggetto e la sceneggiatura del film omonimo (diretto da Robert Wise), e per il quale scriverà anche il romanzo sequel Per Amore di Audrey Rose (1982).

Nel 1978, seguì anche lo strano caso di Doris Byther (o Bither), una donna californiana che asseriva d'essere perseguitata da un'"entità paranormale" di tipo poltergeist. Sulla base di tale storia, l'anno dopo scriverà il libro The Entity, chiamando la donna col nome di Carla Moran, e dal quale, nel 1981, verrà tratto il film horror omonimo. Lo stesso anno, si cimentò egli stesso come regista, prima ne I due mondi di Jennie Logan, film TV statunitense del 1979, poi nel film Dark night of the scarecrow (in Italia: Lo spaventapasseri), del 1981.
Negli anni ottanta poi, tornò a scrivere altre storie horror, delle quali la più famosa è Golgota falls. Nel 1991, tornò invece a dirigere un altro film, tratto sempre da un suo romanzo, Scissors (Forbici), con Sharon Stone. L'ultimo suo lavoro rimane L'Opera italiano, che uscì nel 2013 in concomitanza dell'apertura della sua blog web page.
Nella vita privata, De Felitta si sposò con Dorothy Gilbert (morta nel 2015 all'età di 87 anni ), da cui ebbe due figli, Ivi Jones e Raymond (quest'ultimo nato nel 1964, anch'egli produttore e regista).

## Filmografia parziale

### Sceneggiatore

#### Cinema
- Lo sbarco di Anzio, regia di Edward Dmytryk e Duilio Coletti (1968)
- Un mondo maledetto fatto di bambole (Z.P.G.), regia di Michael Campus (1972)
- Audrey Rose, regia di Robert Wise (1977)

#### Televisione
- Your Jeweler's Showcase – serie TV, 1 episodio (1953)
- Tales of Tomorrow – serie TV, 8 episodi (1952-1953)
- ABC Album – serie TV, 1 episodio (1953)
- Medallion Theatre – serie TV, 1 episodio (1953)
- Campbell Playhouse – serie TV, 7 episodi (1953-1954)
- Armstrong Circle Theatre – serie TV, 9 episodi (1953-1954)
- Suspense – serie TV, 3 episodi (1954)
- Adventure – serie TV, 2 episodi (1954)
- Danger – serie TV, 4 episodi (1954-1955)
- Windows – serie TV, 1 episodio (1955)
- Matinee Theater – serie TV, 1 episodio (1957)
- Assignment: Underwater – serie TV, 1 episodio (1961)
- Witchcraft, regia di Harold Young – film TV (1961)
- The DuPont Show of the Week – serie TV, 1 episodio (1962)
- The Stately Ghosts of England, regia di Frank De Felitta – film TV (1965)

### Regista
- Assignment: Underwater – serie TV, 1 episodio (1961)
- The DuPont Show of the Week – serie TV, 1 episodio (1962)
- The Stately Ghosts of England – film TV (1965)
- La pattuglia dei dobermann al servizio della legge (Trapped) – film TV (1973)
- The Two Worlds of Jennie Logan – film TV (1979)
- Lo spaventapasseri (Dark Night of the Scarecrow) – film TV (1981)
- Delitto in famiglia (Killer in the Mirror) – film TV (1996)
- Scissors - Forbici (Scissors) (1991)

### Attore
- Ricche e famose (Rich and Famous), regia di George Cukor (1981)